# Drosera spatulata
Drosera spatulata este o specie de plante carnivore din genul Drosera, familia Droseraceae, ordinul Caryophyllales, descrisă de Jacques-Julien Houtou de La Billardière.
Este endemică în:
- Brunei.
- Kalimantan.
- Sabah.
- Sarawak.
- Chongqing.
- Guizhou.
- Hubei.
- Sichuan.
- Yunnan.
- Hainan.
- Nei Mongol.
- Ningxia.
- Heilongjiang.
- Jilin.
- Liaoning.
- Beijing.
- Gansu.
- Hebei.
- Shaanxi.
- Shandong.
- Shanxi.
- Tianjin.
- Qinghai.
- Anhui.
- Fujian.
- Guangdong.
- Guangxi.
- Henan.
- Hong Kong.
- Hunan.
- Jiangsu.
- Jiangxi.
- Kin-Men.
- Macau.
- Shanghai.
- Zhejiang.
- Tibet.
- Xinjiang.
- Palau.
- Hokkaido.
- Honshu.
- Kyushu.
- Shikoku.
- Kazan-retto.
- Nansei-shoto.
- New South Wales.
- Irian Jaya.
- Papua New Guinea.
- New Zealand North.
- New Zealand South.
- Ogasawara-shoto.
- Philippines.
- Coral Sea Is. Territory.
- Queensland.
- Taiwan.
- Victoria.

Conform Catalogue of Life specia Drosera spatulata nu are subspecii cunoscute.

## Galerie de imagini

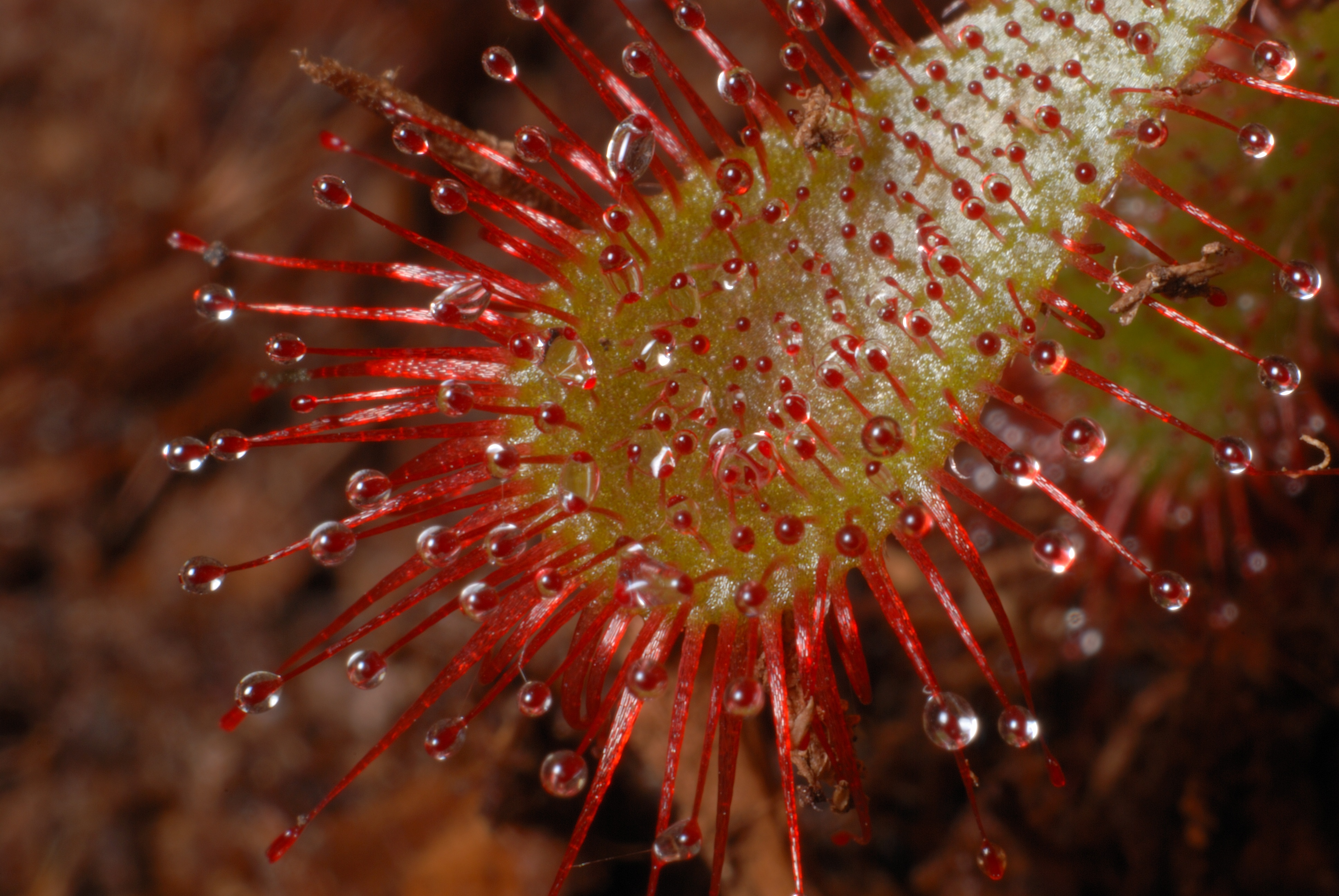
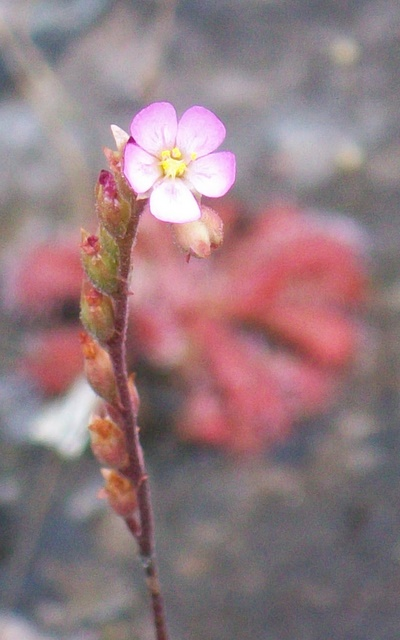
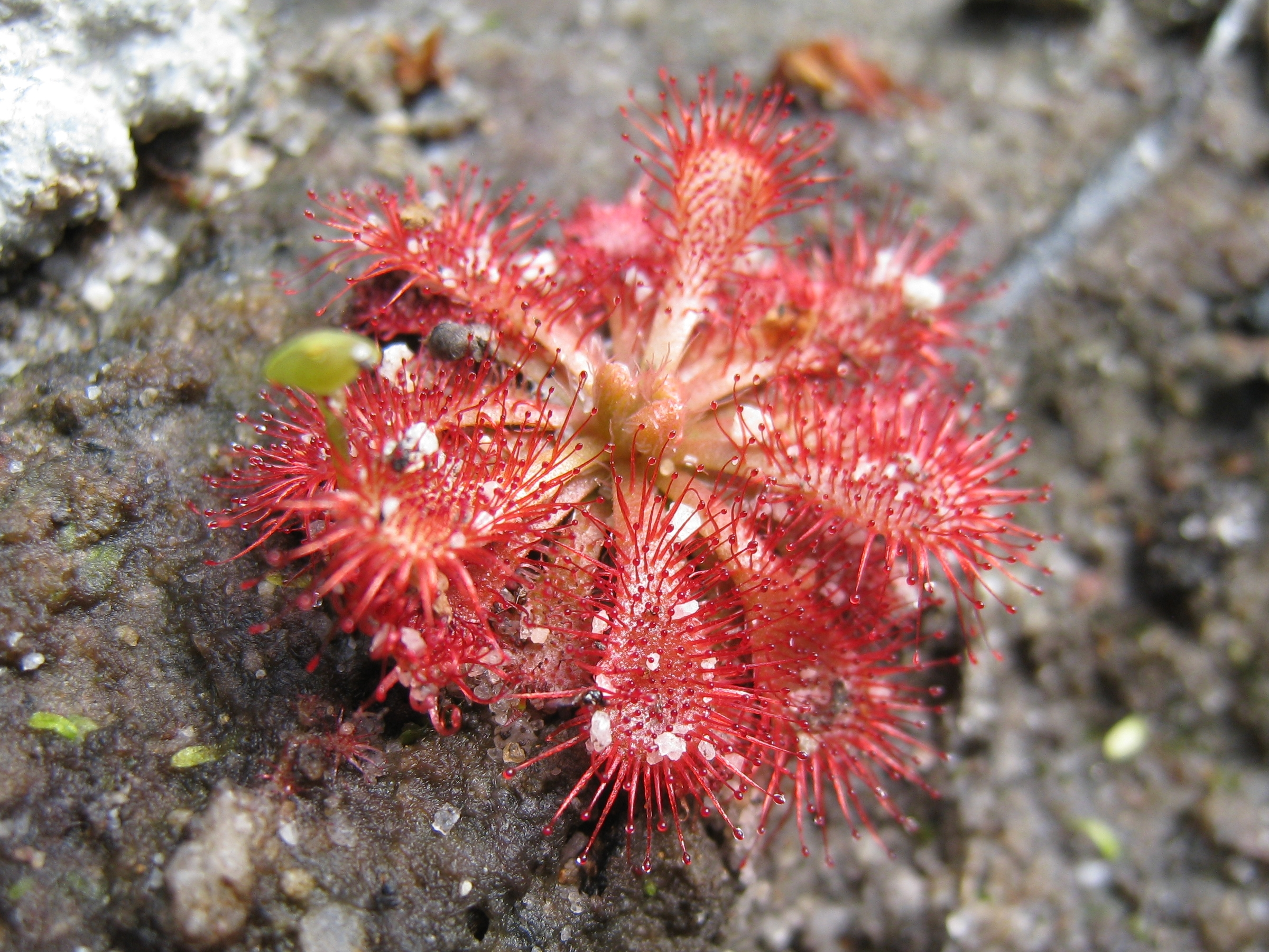
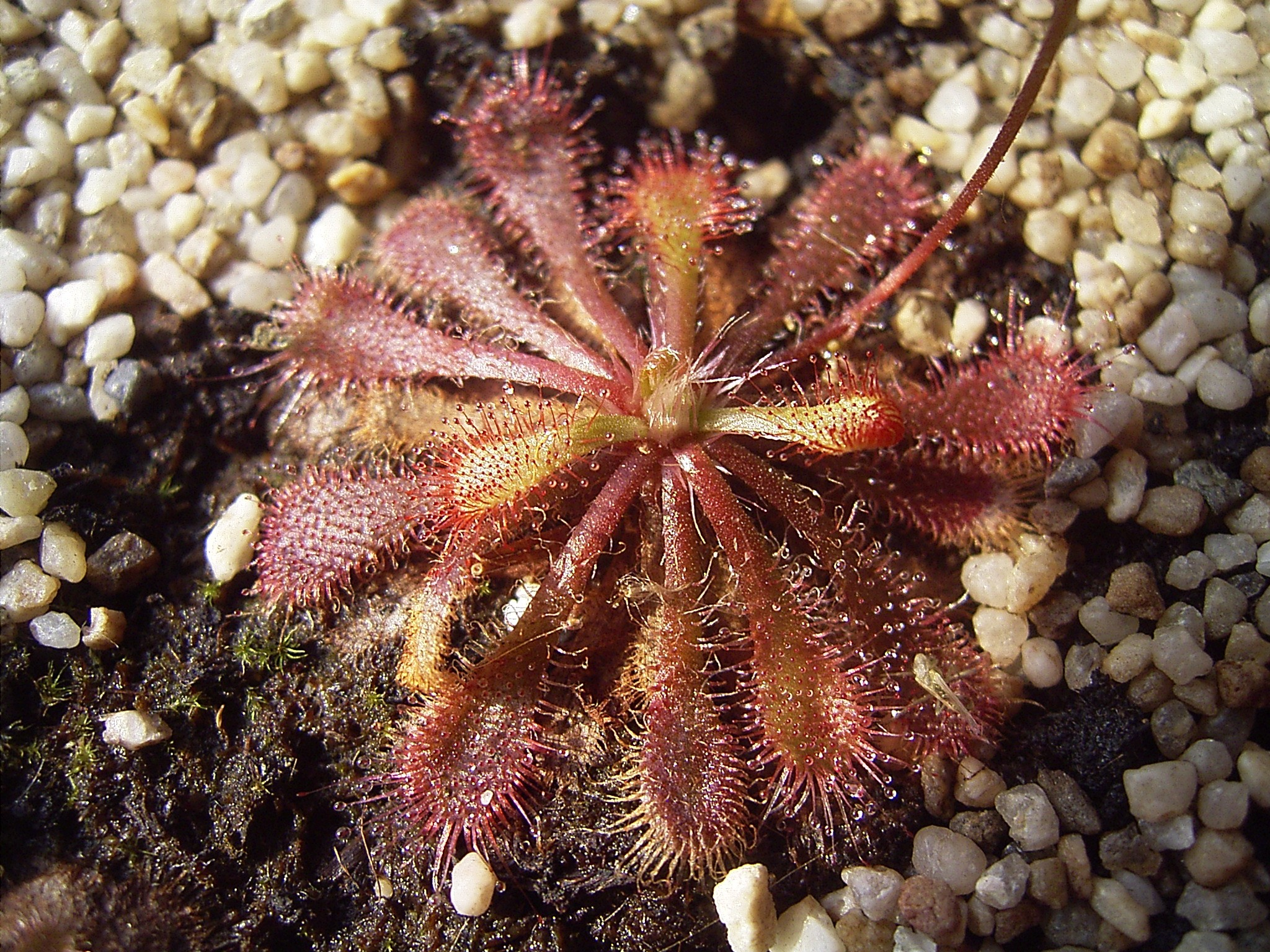
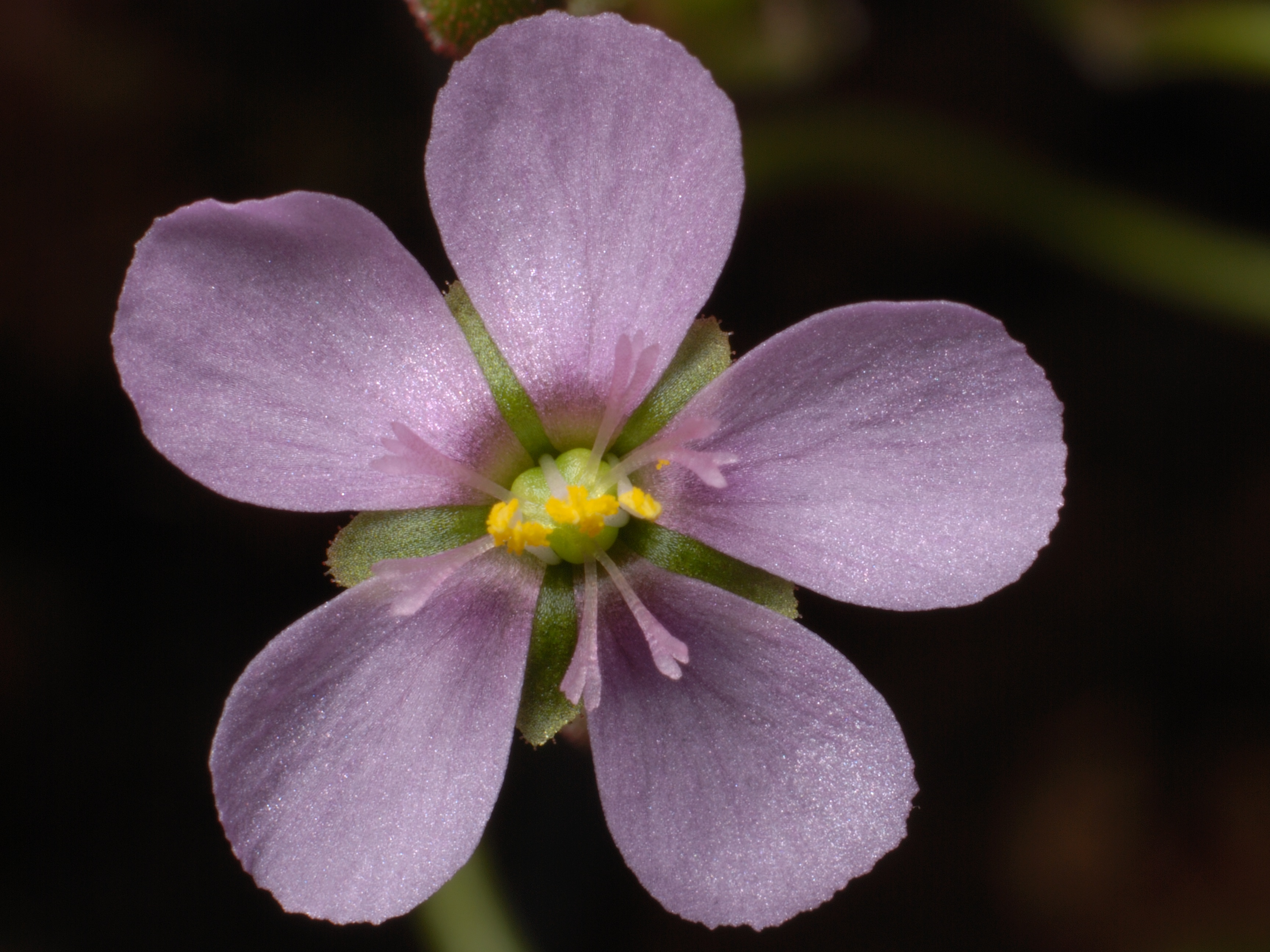
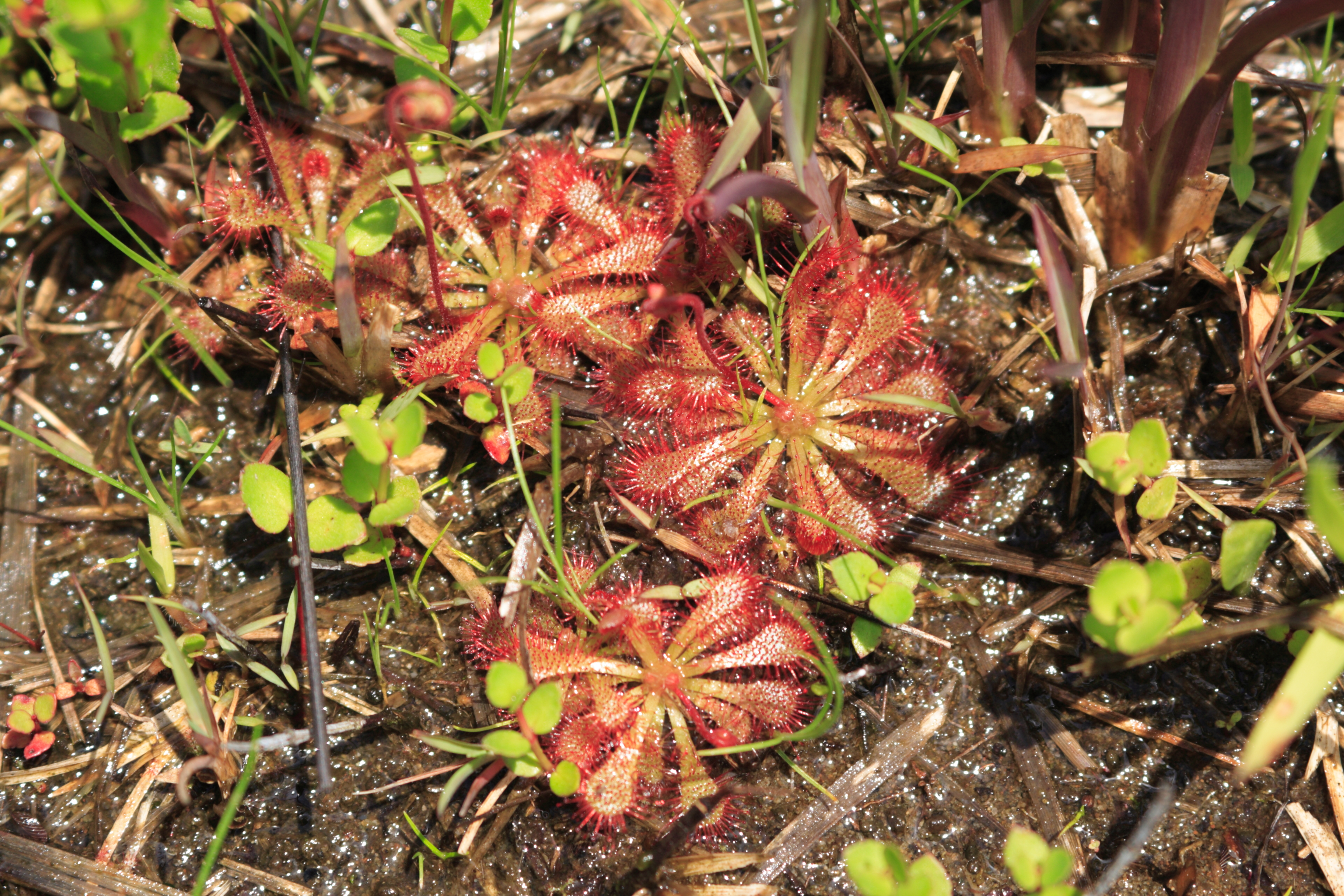